# Mosta FC
Mosta F.C. – maltański klub piłkarski z siedzibą w mieście Mosta.

## Historia
Chronologia nazw:
- 1935—1939: Mosta United F.C.
- 1939—1943: Mosta Rovers F.C.
- 1943—1946: Mosta Olympics F.C.
- 1946—1956: Mosta Athletics F.C.
- od 1956: Mosta F.C.

Klub został założony w 1935 roku jako Mosta United F.C.. Podczas II wojny światowej trzykrotnie zmieniał nazwę w 1939 Mosta Rovers F.C., w 1943 Mosta Olympics F.C., w 1946 Mosta Athletics F.C.. Dopiero w 1956 klub przyjął obecną nazwę Mosta F.C.. Zespół występował przeważnie w drugiej lidze maltańskiej. W 1974 roku debiutował w najwyższej klasie, ale nie utrzymał się w niej i spadł z powrotem do drugiej ligi. Również kolejne awansy do ekstraligi w latach 1988, 2003 i 2005 zakończyły się powrotem do drugiej ligi. Po sezonie 2011 zajął 3. miejsce w First Division i zdobył awans do Premier League.

## Sukcesy
- Mistrzostwo Malty:
  - 8.miejsce (1): 1988
- Puchar Malty:
  - półfinalista (1): 1990

## Stadion
Charles Abela Memorial Stadium może pomieścić 1,200 widzów.

## Europejskie puchary
Legenda do wszystkich tabel:
- Q – runda eliminacyjna, 1/16, 1/8, 1/4, 1/2 – odpowiednia faza rozgrywek, Grupa – runda grupowa, 1r gr – pierwsza runda grupowa, 2r gr – druga runda grupowa, F – finał, R – runda, PO – play-off
- k. – rzuty karne, los. – losowanie, Dogr. – dogrywka, w. – zasada bramek strzelonych na wyjeździe

| Sezon   | Rozgrywki               | Runda | Klub           | Dom | Wyjazd | Ogólnie |
| ------- | ----------------------- | ----- | -------------- | --- | ------ | ------- |
| 2021/22 | Liga Konferencji Europy | 1Q    | Spartak Trnawa | 3–2 | 0–2    | 3–4     |